# Colobanthus apetalus
Colobanthus apetalus là loài thực vật có hoa thuộc họ Cẩm chướng. Loài này được (Labill.) Druce mô tả khoa học đầu tiên năm 1917.